# NGC 4937
NGC 4937 é um asterismo na direção da constelação de Centaurus. O objeto foi descoberto pelo astrônomo John Herschel em 1837, usando um telescópio refletor com abertura de 18,6 polegadas. 